# Antonio Johnson
Antonio Johnson (San Luis Este, Illinois; 29 de octubre de 2001) es un jugador profesional estadounidense de fútbol americano, se desempeña en la posición de safety en Jacksonville Jaguars, en la National Football League (NFL).

## Carrera
Hizo su debut profesional con el equipo Jacksonville Jaguars, lleva jugando una temporada, comenzó en el 2023.